# Staffan Parmander
Staffan Parmander (1 december 1957) is een Zweeds rallynavigator.

## Carrière
Staffan Parmander profileerde zich in de jaren tachtig als navigator in de rallysport. In 1989 nam hij plaats naast Kenneth Eriksson, die op dat moment met Toyota actief was in het Wereldkampioenschap rally. Na een overstap naar Mitsubishi, wonnen ze in de periode tussen 1991 en 1995 drie WK-rally's en behaalden ze ook meerdere podiumresultaten. In 1996 stapten ze over naar Subaru, waarmee ze in het seizoen 1997 met de Impreza WRC nog eens twee keer wonnen. Daarna kwamen ze uit voor Hyundai, waarmee met minder competitief materiaal grote resultaten uitbleven. Parmander beëindigde oorspronkelijk zijn carrière als navigator na afloop van het seizoen 2001.
Tien jaar later, in 2011, keerde Parmander terug. Hij nam plaats naast rijder Patrik Sandell, met wie hij dat jaar uitkwam in de Intercontinental Rally Challenge in een Škoda Fabia S2000. In 2012 behaalden ze in het WK een achtste plaats in Zweden met een fabrieksingeschreven Mini John Cooper Works WRC.